# Liste der Kulturdenkmale in Linda (Frohburg)
In der Liste der Kulturdenkmale in Linda sind die Kulturdenkmale des Frohburger Ortsteils Linda verzeichnet, die bis Juni 2024 vom Landesamt für Denkmalpflege Sachsen erfasst wurden (ohne archäologische Kulturdenkmale). Die Anmerkungen sind zu beachten.
Diese Aufzählung ist eine Teilmenge der Liste der Kulturdenkmale in Frohburg.

## Linda
| Bild                                    | Bezeichnung                                                                                       | Lage             | Datierung                                                                        | Beschreibung | ID       |
| --------------------------------------- | ------------------------------------------------------------------------------------------------- | ---------------- | -------------------------------------------------------------------------------- | --- | -------- |
| Direkt Bild zu diesem Denkmal hochladen | Wohnstallhaus, nordöstliches Seitengebäude und Scheune eines Vierseithofes                        | Linda 2 (Karte)  | Ende 18. Jahrhundert (Seitengebäude): 3. Drittel 19. Jahrhundert (Wohnstallhaus) | Das stattliche Wohnstallhaus ist ein Putzbau mit Porphyrtuffgewänden, die Wohnhausgiebel mit repräsentativen Porphyrtuffgliederungen (Drillingsfenster im Giebel) prägend zur Straße, das Stallgebäude mit vorkragendem Fachwerk-Obergeschoss und strebenreicher Konstruktion, dazu eine massive Scheune, bau- und ortsgeschichtlich von Bedeutung. Ein Vierseithof auf einer Anhöhe am Dorfende, die Scheune und das Wohnstallhaus Massivbauten wurden zwischen 1850 und 1875 errichtet. | 09258013 |
| Direkt Bild zu diesem Denkmal hochladen | Scheune und Seitengebäude (mit Oberlaube) eines Vierseithofes sowie Einfriedung des Bauerngartens | Linda 4 (Karte)  | Ende 18. Jahrhundert                                                             | Die Fachwerk-Scheune und das Stallgebäude mit Fachwerk-Obergeschoss und seltener Oberlaube sowie die eiserne Vorgarteneinfriedung sind bau- und ortsgeschichtlich von Bedeutung. | 09256086 |
| Direkt Bild zu diesem Denkmal hochladen | Wohnhaus eines ehemaligen Vierseithofes                                                           | Linda 6 (Karte)  | Bezeichnet mit 1872                                                              | Der stattliche Putzbau in spätklassizistischen Formen befindet sich in erhöhter Lage und ist ortsbilddominierend und baugeschichtlich von Bedeutung. Das Gebäude besteht aus verputztem Bruchstein und hat ein flaches Walmdach auf kubischem Baukörper, das Erdgeschoss mit Putznutung, das Gesimse und die Gewände aus Porphyrtuff, eine Bezeichnung im Türsturz unter gerader Verdachung. | 09258307 |
| Direkt Bild zu diesem Denkmal hochladen | Wohnhaus eines Vierseithofes                                                                      | Linda 8 (Karte)  | Um 1840                                                                          | Das Gebäude mit Fachwerk-Obergeschoss ist straßenbildprägend und baugeschichtlich von Bedeutung. | 09258384 |
| Direkt Bild zu diesem Denkmal hochladen | Wohnhaus eines Bauernhofes                                                                        | Linda 14 (Karte) | Um 1850                                                                          | Das Obergeschoss besteht zum Teil aus verbrettertem Fachwerk mit Porphyrtuff-Drillingsfenstern (Palladio-Motiv) im Giebel, ein typisches Bauernhaus mit Krüppelwalmdach in der Dorfmitte, baugeschichtlich von Bedeutung. | 09258306 |
| Direkt Bild zu diesem Denkmal hochladen | Wohnstallhaus und Scheune eines ehemaligen Vierseithofes                                          | Linda 25 (Karte) | Um 1860 (Wohnstallhaus); bezeichnet mit 1872 (Scheune)                           | Das Wohnstallhaus mit Fachwerk-Obergeschoss und Drillingsfenstern im massiven Giebel sowie die Fachwerk-Scheune sind heimatgeschichtlich von Bedeutung. Das Wohnhaus mit Fachwerk-Obergeschoss, die Giebelseiten mit repräsentativer Porphyrtuffgestaltung um 1870, die Scheune besteht aus Ganzfachwerk und ist im Giebel bezeichnet mit 1872. Eine Sandsteinkartusche an der Außenseite des Wirtschaftsgebäudes mit Inschrift „Der Herr behüte Deinen Aus- und Eingang bis in Ewigkeit. Ps. 121 V. 8. Johann Erler“ unter dem Spruch die Datierung MDCC..X. (gedeutet als MDCCLIX = 1759). | 09256810 |
| Direkt Bild zu diesem Denkmal hochladen | Wohnstallhaus und Torhaus eines Vierseithofes                                                     | Linda 26 (Karte) | Um 1850                                                                          | Die typische Hofanlage der Mitte des 19. Jahrhunderts bestehend aus Putzbauten mit Porphyrtuff-Gliederungen ist baugeschichtlich von Bedeutung. Die Gebäude bestehen aus Bruchsteinmauerwerk mit Giebelgestaltung, besonders repräsentativ zur Dorfseite. | 09256980 |
| Direkt Bild zu diesem Denkmal hochladen | Vierseithof mit Wohnstallhaus, Scheune, Torhaus und Seitengebäude (mit vorgebauter Kumthalle)     | Linda 30 (Karte) | Um 1850                                                                          | Das Wohnhaus und die Seitengebäude mit Fachwerk-Obergeschoss und Porphyrtuff-Gliederungen, eine Fachwerk-Scheune und ein massives Torhaus mit verbrettertem Drempel, eine einheitliche Hofanlage aus der Mitte des 19. Jahrhunderts, bau- und ortsgeschichtlich von Bedeutung. | 09257245 |
| Weitere Bilder                          | Mühlengebäude (mit technischer Ausstattung) und Müller-Wohnhaus (Lindigtmühle)                    | Linda 32 (Karte) | Um 1800 (Getreidemühle); um 1900 (Schrotgang); um 1925 (Mühlentechnik)           | Ein malerisches Mühlenanwesen außerhalb des Ortes neben dem Lindenvorwerk, ein schlichtes Mühlengebäude mit oberschlächtigem Wasserrad sowie Mühlentechnik, Wohnhaus mit vorkragender Oberlaube, Fachwerk im Obergeschoss und Krüppelwalmdach, im Inneren ein rekonstruierter Backofen, bau-, ortsgeschichtlich und technikgeschichtlich bedeutend. Die Ersterwähnung des Mühenstandortes erfolgte 1524. Vor 1740 gehörte die Mühle zum Rittergut Sahlis. Seit 1844 wurde sie verpachtet. In der Regel war der Pächter des Lindenvorwerks gleichzeitig auch Mühlenpächter. Die Lindigtmühle soll ursprünglich ein Vierseithof aus Mühle, Wohnhaus mit Backofen, Stallgebäude und Seitengebäude gewesen sein. Die Anlage wurde nach 1960 stillgelegt. Die erhaltenen Gebäude, Mühle und Wohnhaus, wurden 1994–1998 rekonstruiert (und saniert). Das Mühlengebäude zeigt ein steiles Satteldach und das einstige Wohnhaus des Müllers ein Krüppelwalmdach. Das Mühlengebäude wird heute als Mühlenmuseum genutzt. Der zweigeschossige Bau entspricht dem Typ einer Kleinmühle. Die in großen Teilen noch erhaltene Technik wird von einem oberschlächtigen Wasserrad in einer eigens dafür angelegten Radgrube angetrieben. Die Umdrehungen des Wasserrades werden über einen eichenen Wellbaum (Wasserradwelle) und ein gusseisernes Kammrad auf das „Stehende Zeug“ und die Mahlaggregate übertragen. Die Mahlaggregate befinden sich auf einem Podest über Kammrad, Welle und „Stehendem Zeug“. Sie bestehen aus einem Mahlgang (Schrotgang) mit Steinkran und einer Quetsche der Firma Robert Kühnt Söhne Mühlenbauanstalt / Maschinenfabrik Geyer Sachsen. Diese werden durch eine Bütte, Absackrohre und den letzten noch am Originalstandort erhalten Kleiekotzer ergänzt. Darüber hinaus findet sich noch ein Getreidereinigungsgerät, eine so genannte Windfege von 1900 (Gerät mit dem die Bauern ihr Getreide reinigten). In der Mühle wurde nur Getreide für Futtermittel, Schrot und Quetschhafer, gemahlen. Das angelieferte und bereits gereinigte Getreide gelangte zuerst auf den Boden. Dann kam es zur Vermahlung über Schüttvorrichtungen in den Schrotgang oder die Quetsche (nur für Quetschhafer). Anschließend wurde es sofort abgefüllt (unterhalb von Schrotgang und Quetsche, über die bereits genannten Absackvorrichtungen). | 09256814 |
| Weitere Bilder                          | Ehemaliges Vorwerk des Rittergutes Rüdigsdorf, später Gasthaus mit Saalanbau (Lindenvorwerk)      | Linda 33 (Karte) | Um 1817                                                                          | Das klassizistische Hauptgebäude mit Saalanbau ist eine bekannte Ausflugsgaststätte im Kohrener Land und baugeschichtlich sowie ortsgeschichtlich von Bedeutung. Das Gebäude bestand ursprünglich aus sieben Achsen und war eingeschossig, als Gebäude mit übergiebeltem Mittelrisalit als klassizistischer Bautyp erkennbar, der Saalanbau erfolgte um 1900. | 09256420 |

## Tabellenlegende
- Bild: Bild des Kulturdenkmals, ggf. zusätzlich mit einem Link zu weiteren Fotos des Kulturdenkmals im Medienarchiv Wikimedia Commons. Wenn man auf das Kamerasymbol klickt, können Fotos zu Kulturdenkmalen aus dieser Liste hochgeladen werden:
- Bezeichnung: Denkmalgeschützte Objekte und ggf. Bauwerksname des Kulturdenkmals
- Lage: Straßenname und Hausnummer oder Flurstücknummer des Kulturdenkmals. Die Grundsortierung der Liste erfolgt nach dieser Adresse. Der Link (Karte) führt zu verschiedenen Kartendiensten mit der Position des Kulturdenkmals. Fehlt dieser Link, wurden die Koordinaten noch nicht eingetragen. Sind diese bekannt, können sie über ein Tool mit einer Kartenansicht einfach nachgetragen werden. In dieser Kartenansicht sind Kulturdenkmale ohne Koordinaten mit einem roten bzw. orangen Marker dargestellt und können durch Verschieben auf die richtige Position in der Karte mit Koordinaten versehen werden. Kulturdenkmale ohne Bild sind an einem blauen bzw. roten Marker erkennbar.
- Datierung: Baubeginn, Fertigstellung, Datum der Erstnennung oder grobe zeitliche Einordnung entsprechend des Eintrags in der sächsischen Denkmaldatenbank
- Beschreibung: Kurzcharakteristik des Kulturdenkmals entsprechend des Eintrags in der sächsischen Denkmaldatenbank, ggf. ergänzt durch die dort nur selten veröffentlichten Erfassungstexte oder zusätzliche Informationen
- ID: Vom Landesamt für Denkmalpflege Sachsen vergebene, das Kulturdenkmal eindeutig identifizierende Objekt-Nummer. Der Link führt zum PDF-Denkmaldokument des Landesamtes für Denkmalpflege Sachsen. Bei ehemaligen Kulturdenkmalen können die Objektnummern unbekannt sein und deshalb fehlen bzw. die Links von aus der Datenbank entfernten Objektnummern ins Leere führen. Ein ggf. vorhandenes Icon  führt zu den Angaben des Kulturdenkmals bei Wikidata.